# Calenus (Maler)
Calenus war ein römischer Maler der Kaiserzeit.
Er ist nur durch seine zwischen 71 und 230 n. Chr. datierte, in Burdigala (heute Bordeaux, Provinz Gallia Aquitania) gefundene Grabinschrift bekannt, die ihn als Maler ausweist. Die Inschrift lautet:
D•M
Calenus
pictor